# Fridrich I. Anhaltský
Fridrich I. Anhaltský (Leopold Fridrich František Mikuláš; 29. dubna 1831, Dessau – 24. ledna 1904, Ballenstedt) byl německý princ z rodu Askánců, který vládl v letech 1871 až 1904 anhaltskému vévodství.

## Mládí

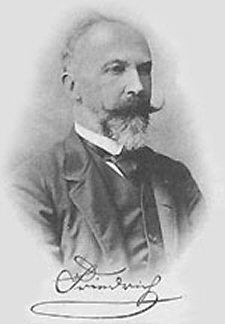
Vévoda Fridrich I. Anhaltský

Fridrich se narodil v roce 1831 v Dessau jako třetí dítě a jediný syn vévody Leopolda IV. Anhaltsko-Dessavského a jeho manželky Bedřišky Pruské, dcery Ludvíka Karla Pruského.
Studoval v Bonnu a Ženevě a v roce 1851 vstoupil v Postupimi do pruské armády.
V roce 1863 se stal dědicem spojeného anhaltského vévodství, když jeho otec po smrti posledního anhaltsko-bernburského vévody zdědil všechna anhaltská území.
V roce 1864 se zúčastnil dánsko-německé války ve štábu svého švagra Fridricha Karla Pruského a v letech 1870–71 prusko-francouzské války jako generálporučík. Byl přítomen u proklamace Viléma I. německým císařem v Zrcadlovém sálu zámku Versailles 18. ledna 1871.

## Vláda
Fridrich se stal vévodou po smrti svého otce 22. května 1871.
23. ledna 1904 utrpěl apoplektickou mrtvici a následujícího dne na zámku Ballenstedt ve věku 72 let zemřel. Protože jeho nejstarší syn Leopold zemřel již v roce 1886, stal se jeho nástupcem druhorozený syn Fridrich II.

## Manželství a potomci
22. dubna 1854 se téměř třiadvacetiletý Fridrich v Altenburgu oženil s o sedm let mladší princeznou Antonií, dcerou prince Eduarda Sasko-Altenburského a jeho první manželky Amalie von Hohenzollern-Sigmaringen. Manželé spolu měli šest dětí:
- 1. Leopold Anhaltský (18. 7. 1855 Dessau – 2. 2. 1886 Cannes), dědičný anhaltský princ
  - ⚭ 1884 Alžběta Hesensko-Kasselská (13. 6. 1861 Kodaň – 7. 6. 1955 Dessau)
- 2. Fridrich II. Anhaltský (19. 8. 1856 Dessau – 21. 4. 1918 Ballenstedt), vévoda anhaltský od roku 1904 až do své smrti
  - ⚭ 1889 Marie Bádenská (26. 7. 1865 Baden-Baden – 29. 11. 1939 tamtéž)
- 3. Alžběta Anhaltská (7. 9. 1857 Wörlitz – 20. 7. 1933 Neustrelitz)
  - ⚭ 1877 Adolf Fridrich V. Meklenbursko-Střelický (22. 7. 1848 Neustrelitz – 11. 6. 1914 Berlín), velkovévoda meklenbursko-střelický od roku 1904 až do své smrti
- 4. Eduard Anhaltský (18. 4. 1861 Dessau – 13. 9. 1918 Berchtesgaden), vévoda anhaltský od dubna 1918 až do své smrti
  - ⚭ 1895 Luisa Šarlota Sasko-Altenburská (11. 8. 1873 Altenburg – 14. 4. 1953 tamtéž)
- 5. Aribert Anhaltský (18. 6. 1866 Wörlitz – 24. 12. 1933 Mnichov), od září do listopadu 1918 regent Anhaltska ve jménu svého nezletilého synovce, vévody Jáchyma Arnošta, po listopadové revoluci v Německu jménem svého synovce 12. listopadu 1918 abdikoval a tak skončila vláda Askánců v Anhaltsku
  - ⚭ 1891 Marie Luisa Šlesvicko-Holštýnská (12. 8. 1872 – 8. 12. 1965 Londýn), manželství anulováno v roce 1900
- 6. Alexandra Anhaltská (4. 4. 1868 Dessau – 26. 8. 1958 Schwetzingen)
  - ⚭ 1897 kníže Sizzo Schwarzburský (3. 6. 1860 Rudolstadt – 24. 3. 1926 Großharthau); měla potomky

## Vývod z předků
|                       |                                       |  |                     |                                              |  |  |  |  |  |  |  | Leopold II. Maximilán Anhaltsko-Desavský |
|                       |                                       |  |                     |                                              |  |  |  |  |  |  |  |                                          |
|                       | Leopold III. Anhaltsko-Desavský       |  |                     |                                              |  |  |  |  |  |  |  |                                          |
|                       |                                       |  |                     |                                              |  |  |  |  |  |  |  |                                          |
|                       |                                       |  |                     | Gisele Agnes Anhaltsko-Köthenská             |  |  |  |  |  |  |  |                                          |
|                       |                                       |  |                     |                                              |  |  |  |  |  |  |  |                                          |
|                       | Fridrich Anhaltsko-Desavský           |  |                     |                                              |  |  |  |  |  |  |  |                                          |
|                       |                                       |  |                     |                                              |  |  |  |  |  |  |  |                                          |
|                       |                                       |  |                     | Bedřich Jindřich Braniborsko-Schwedtský      |  |  |  |  |  |  |  |                                          |
|                       |                                       |  |                     |                                              |  |  |  |  |  |  |  |                                          |
|                       | Luisa Braniborsko-Schwedtská          |  |                     |                                              |  |  |  |  |  |  |  |                                          |
|                       |                                       |  |                     |                                              |  |  |  |  |  |  |  |                                          |
|                       |                                       |  |                     | Leopoldina Marie Anhaltsko-Desavská          |  |  |  |  |  |  |  |                                          |
|                       |                                       |  |                     |                                              |  |  |  |  |  |  |  |                                          |
|                       | Leopold IV. Anhaltský                 |  |                     |                                              |  |  |  |  |  |  |  |                                          |
|                       |                                       |  |                     |                                              |  |  |  |  |  |  |  |                                          |
|                       |                                       |  |                     | Fridrich IV. Hesensko-Homburský              |  |  |  |  |  |  |  |                                          |
|                       |                                       |  |                     |                                              |  |  |  |  |  |  |  |                                          |
|                       | Fridrich V. Hesensko-Homburský        |  |                     |                                              |  |  |  |  |  |  |  |                                          |
|                       |                                       |  |                     |                                              |  |  |  |  |  |  |  |                                          |
|                       |                                       |  |                     | Ulrika Luisa Solmsko-Braunfelská             |  |  |  |  |  |  |  |                                          |
|                       |                                       |  |                     |                                              |  |  |  |  |  |  |  |                                          |
|                       | Amálie Hesensko-Homburská             |  |                     |                                              |  |  |  |  |  |  |  |                                          |
|                       |                                       |  |                     |                                              |  |  |  |  |  |  |  |                                          |
|                       |                                       |  |                     | Ludvík IX. Hesensko-Darmstadtský             |  |  |  |  |  |  |  |                                          |
|                       |                                       |  |                     |                                              |  |  |  |  |  |  |  |                                          |
|                       | Karolína Hesensko-Darmstadtská        |  |                     |                                              |  |  |  |  |  |  |  |                                          |
|                       |                                       |  |                     |                                              |  |  |  |  |  |  |  |                                          |
|                       |                                       |  |                     | Karolína Falcko-Zweibrückenská               |  |  |  |  |  |  |  |                                          |
|                       |                                       |  |                     |                                              |  |  |  |  |  |  |  |                                          |
| Fridrich I. Anhaltský |                                       |  |                     |                                              |  |  |  |  |  |  |  |                                          |
|                       |                                       |  |                     |                                              |  |  |  |  |  |  |  |                                          |
|                       |                                       |  | August Vilém Pruský |                                              |  |  |  |  |  |  |  |                                          |
|                       |                                       |  |                     |                                              |  |  |  |  |  |  |  |                                          |
|                       | Fridrich Vilém II. Pruský             |  |                     |                                              |  |  |  |  |  |  |  |                                          |
|                       |                                       |  |                     |                                              |  |  |  |  |  |  |  |                                          |
|                       |                                       |  |                     | Luisa Amálie Brunšvicko-Wolfenbüttelská      |  |  |  |  |  |  |  |                                          |
|                       |                                       |  |                     |                                              |  |  |  |  |  |  |  |                                          |
|                       | Ludvík Karel Pruský                   |  |                     |                                              |  |  |  |  |  |  |  |                                          |
|                       |                                       |  |                     |                                              |  |  |  |  |  |  |  |                                          |
|                       |                                       |  |                     | Ludvík IX. Hesensko-Darmstadtský             |  |  |  |  |  |  |  |                                          |
|                       |                                       |  |                     |                                              |  |  |  |  |  |  |  |                                          |
|                       | Frederika Luisa Hesensko-Darmstadtská |  |                     |                                              |  |  |  |  |  |  |  |                                          |
|                       |                                       |  |                     |                                              |  |  |  |  |  |  |  |                                          |
|                       |                                       |  |                     | Karolína Falcko-Zweibrückenská               |  |  |  |  |  |  |  |                                          |
|                       |                                       |  |                     |                                              |  |  |  |  |  |  |  |                                          |
|                       | Bedřiška Vilemína Pruská              |  |                     |                                              |  |  |  |  |  |  |  |                                          |
|                       |                                       |  |                     |                                              |  |  |  |  |  |  |  |                                          |
|                       |                                       |  |                     | Karel Ludvík Fridrich Meklenbursko-Střelický |  |  |  |  |  |  |  |                                          |
|                       |                                       |  |                     |                                              |  |  |  |  |  |  |  |                                          |
|                       | Karel II. Meklenbursko-Střelický      |  |                     |                                              |  |  |  |  |  |  |  |                                          |
|                       |                                       |  |                     |                                              |  |  |  |  |  |  |  |                                          |
|                       |                                       |  |                     | Alžběta Sasko-Hildburghausenská              |  |  |  |  |  |  |  |                                          |
|                       |                                       |  |                     |                                              |  |  |  |  |  |  |  |                                          |
|                       | Frederika Meklenbursko-Střelická      |  |                     |                                              |  |  |  |  |  |  |  |                                          |
|                       |                                       |  |                     |                                              |  |  |  |  |  |  |  |                                          |
|                       |                                       |  |                     | Jiří Vilém Hesensko-Darmstadtský             |  |  |  |  |  |  |  |                                          |
|                       |                                       |  |                     |                                              |  |  |  |  |  |  |  |                                          |
|                       | Frederika Hesensko-Darmstadtská       |  |                     |                                              |  |  |  |  |  |  |  |                                          |
|                       |                                       |  |                     |                                              |  |  |  |  |  |  |  |                                          |
|                       |                                       |  |                     | Luisa Leiningensko-Heidesheimská             |  |  |  |  |  |  |  |                                          |
|                       |                                       |  |                     |                                              |  |  |  |  |  |  |  |                                          |